# Teatr realistyczny
Teatr realistyczny – narodził się w XIX wieku. Pierwsze oficjalne założenia programowe teatru realistycznego zostały ustanowione we Francji, lecz można było już wcześniej zauważyć je w sztukach teatralnych w Wielkiej Brytanii i Niemczech. Cała koncepcja teatru została spisana w dziele André Antoine’a „Théâtre Libre” w Paryżu, w której podkreślono, że głównymi założeniami teatru jest chęć walki z konwencją czy komercjalizmem. W Polsce idea teatru realistycznego pojawiła się w XIX wieku w latach 40, kiedy to po raz pierwszy została użyta w dramacie Józefa Korzeniowskiego. Jej szczyt przypada na rok 1863. Przedstawiciele polskiego teatru realistycznego to: Michał Bałucki, Józef Franciszek Bliziński, Józef Narzymski, Józef Rychter i Wincenty Rapacki. Metodami twórczymi teatru realistycznego jest naturalizm i socrealizm, natomiast główny cel to wzbudzenie w odbiorcy przeświadczenia, że oglądana przez niego sztuka jest autentycznym obrazem rzeczywistości, bez zniekształceń i zakłamania, poprzez scenografię, grę aktorską czy realistyczne kreacje postaci oraz środowisk społecznych. Na początku w teatrze realistycznym wzorowano się na sztukach Shakespeare’a i Molier'a. Dopiero później zaczęły pojawiać się realistyczne sztuki współczesne. Ich przedstawicielami byli: Anton Czechow, Michał Gogol, G. Hauptmann, Henrik Ibsen, Tadeusz Rittner, August Strindberg, Lew Tołstoj, Gabriela Zapolska, a także Émile Zola. Zadaniem teatru realistycznego w przekonaniu sztuk współczesnych to wszelakie działania badające stany psychiczne bohaterów sztuki, zarówno ich podświadomość, świadomość, a także relacje z otaczającym ich światem. Teatr realistyczny stał się przeżytkiem, kiedy nastąpił rozwój filmu, czy wprowadzono w życie Wielką Reformę Teatru oraz Drugą Reformę Teatru, co nie oznacza, że całkowicie został zapomniany.